# Columban Gigl
Columban Gigl OSB, Taufname: Vitus Ignaz (* 20. März 1686 in Landshut; † 5. September 1752 in Metten), war ein deutscher Benediktiner und Abt des Benediktinerklosters Metten in Niederbayern.

## Biografie
Vitus Ignaz Gigl trat 1708 in das Kloster Metten ein und erhielt hier bei der Profess 1709 den Ordensnamen Columban. Nach der Priesterweihe 1711 studierte er an der Benediktineruniversität Salzburg weltliches und kanonisches Recht. In dieser Zeit war er in der Salzburger Benediktinerinnenabtei Nonnberg als Kaplan tätig. Anschließend bekleidete er im Kloster Metten das Amt des Subpriors (1721) und war dann als Seelsorger in der von den Mettener Mönchen betreuten Pfarrei Michaelsbuch eingesetzt. Von 1729 bis 1739 fungierte er als Prior im Kloster Metten.
Der Beginn und die ersten Jahre des Wirkens von Columban Gigl als Abt des Klosters Metten waren bestimmt durch den Österreichischen Erbfolgekrieg (1740–1748). Im Jahr 1742 war Abt Augustin Ostermayer zusammen mit seinen Mönchen vor den heranrückenden österreichischen Truppen (Panduren) aus dem Kloster Metten geflohen. Nachdem der Abt und ein Teil des Konvents auf der Flucht in Stephansposching einer Seuche erlagen, verging mehr als ein Jahr, bevor im Januar 1744 in Kloster Metten Columban Gigl zum neuen Abt gewählt werden konnte. Die Amtszeit von Columban Gigl war überschattet von den Folgen des Krieges, die dem Kloster erhebliche finanzielle Belastungen auferlegten. Dennoch gelang Abt Columban Gigl die Fertigstellung des von seinem Vorgänger begonnenen Klostertraktes mit dem großen Festsaal (die Ausstattung des Saales konnte erst sein Nachfolger abschließen). Außerdem konnten die Werkstätten und Wirtschaftsgebäude des Klosters erneuert werden.